# Наґаї Йосікадзу
Наґаї Йосікадзу (яп. 永井 良和, нар. 6 квітня 1952, Сайтама —) — японський футболіст, що грав на позиції нападника.

## Клубна кар'єра
Грав за команду Фурукава Електрік.

## Виступи за збірну
Дебютував 1971 року в офіційних матчах у складі національної збірної Японії. У формі головної команди країни зіграв 69 матчів.

## Статистика
Статистика виступів у національній збірній.
| Збірна Японії | Збірна Японії | Збірна Японії |
| Роки          | Ігри          | голи          |
| ------------- | ------------- | ------------- |
| 1971          | 4             | 1             |
| 1972          | 0             | 0             |
| 1973          | 5             | 0             |
| 1974          | 4             | 1             |
| 1975          | 11            | 1             |
| 1976          | 17            | 2             |
| 1977          | 5             | 0             |
| 1978          | 12            | 1             |
| 1979          | 9             | 3             |
| 1980          | 2             | 0             |
| Усього        | 69            | 9             |